# Karnburg
Karnburg (slowenisch: Krnski grad) ist eine Ortschaft und Katastralgemeinde der Marktgemeinde Maria Saal in Österreich. Sie befindet sich ungefähr 5 km nördlich der Kärntner Landeshauptstadt Klagenfurt und hat 646 Einwohner (Stand: 2024).

## Allgemeines

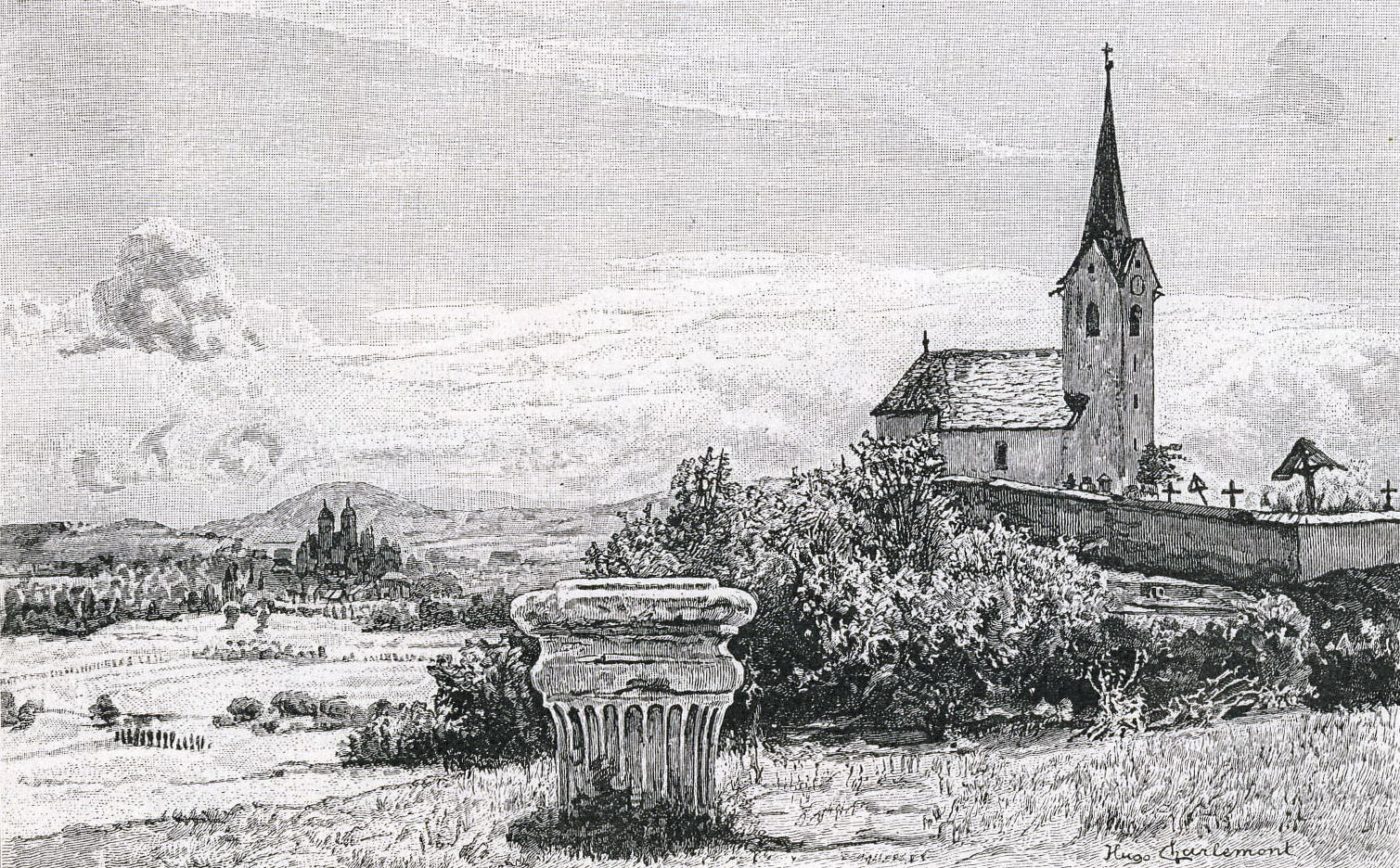
Karnburg, Zeichnung von Hugo Charlemont, 19. Jahrhundert

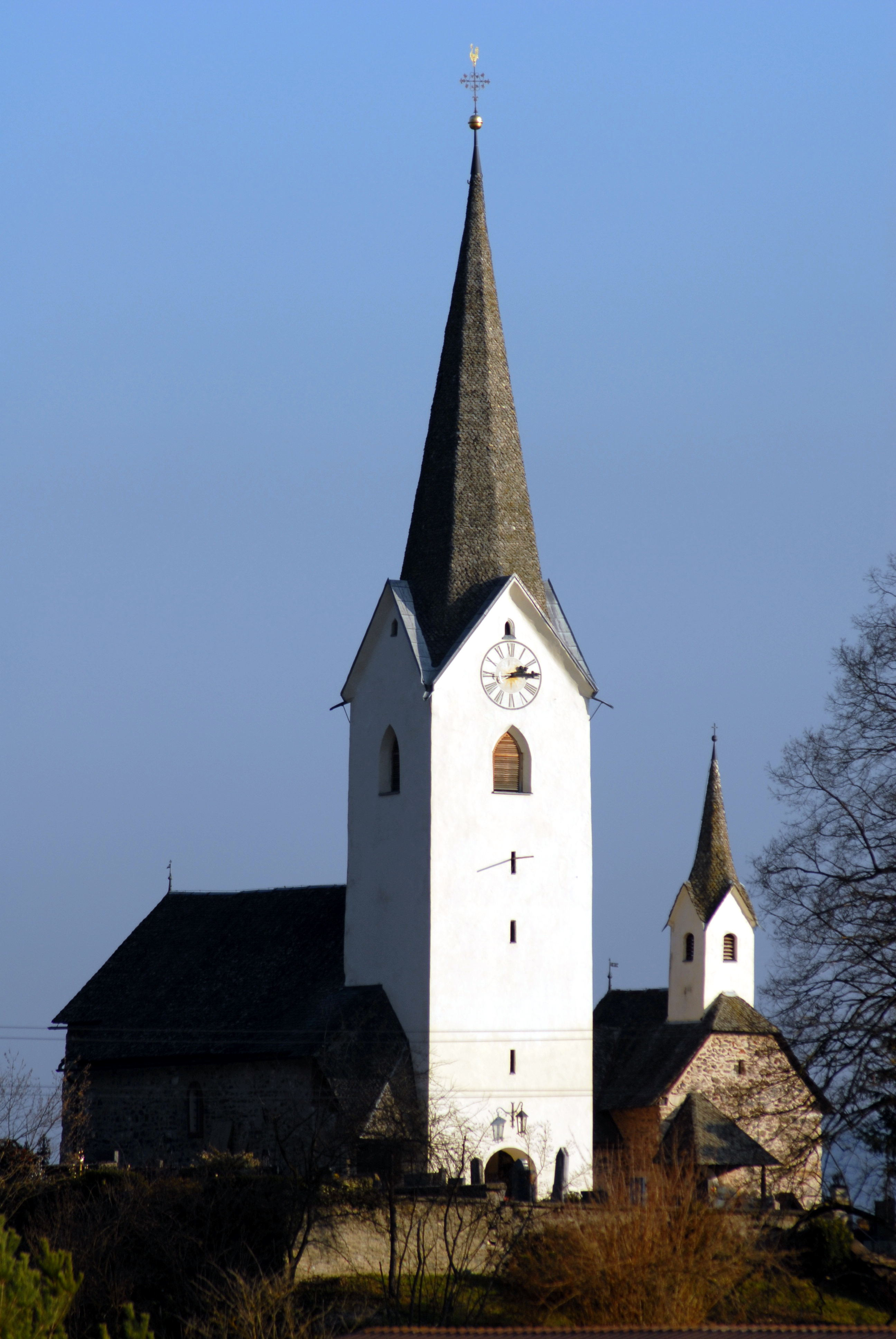
Pfalzkirche von Karnburg

Der Standort erklärt sich mit der Römerstraße Via Julia Augusta, die von Aquileia an der Adria über den Plöckenpass, durch das Drautal nach Treffen bei Villach, weiter über Feldkirchen und Karnburg in die Provinzhauptstadt Virunum führte. Nach dem Zerfall des Römischen Reiches und der Machtübernahme (Oberherrschaft) durch die Franken, wurden von denen vermutlich nur mehr die strategisch wichtigsten Plätze besetzt. Dazu zählt die heutige Karnburg mit Fürstenstein für das alte Machtzentrum Virunum, der Königshof in Treffen für den Straßenknoten Santicum (St. Ruprecht bei Villach) und der Straßenknoten in Potschling (Loncium?) bei Irschen (castrum Ursen) – frühfränkische Grabplatte 6./7. Jahrhundert.
Nördlich von Klagenfurt im Zollfeld und am Fuße des Ulrichsberges liegt das Haufendorf auf einem Hochplateau. Das Plateau war bereits in der Hallstattzeit besiedelt und während der römischen Antike wegen seiner Nähe zum Municipium Virunum bewohnt.
Karnburg war im Mittelalter Zentrum des alpenslawischen Fürstentums Karantanien. Mit der Kolonialisierung Kärntens durch die Baiern wurde es karolingische Pfalz (Curtis Carantana), mit der heutigen Kirche als Pfalzkapelle. Im Frühmittelalter wurde eine Wehranlage mit Palisaden, Mauern, Wällen und Gräben angelegt und im Inneren der Befestigung der karolingische Königshof errichtet. Von der Königspfalz, die am Fuß des Ulrichsbergs stand, ist außer der Kirche nichts mehr erhalten. Der Fürstenstein diente zur Kärntner Herzogseinsetzung, sowohl für die slawischen Fürsten als auch später für die Kärntner Herzöge. Er befand sich bis 1862 am Blasfeld nordwestlich der Pfarrkirche.
Nach Heinz Dopsch hingegen war die Karnburg nicht Sitz der slawischen Fürsten, sondern er bezeichnet sie als Beispiel einer Fluchtburg, die als „ottonische Großburg“ (Herzogspfalz) anlässlich der Einrichtung des Herzogtums Kärnten (976) er- bzw. ausgebaut wurde.

## Pfalzkirche

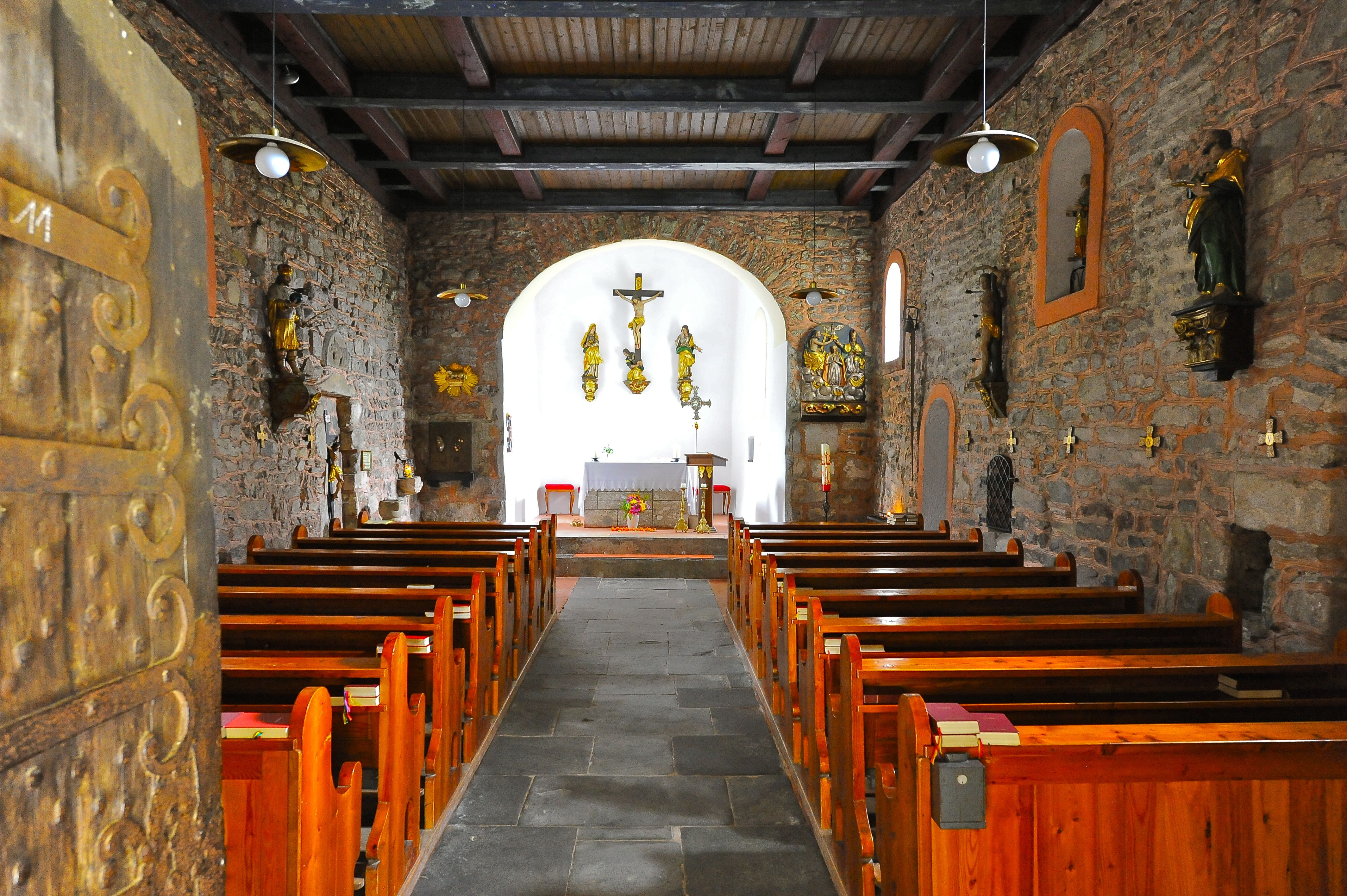
Innenraum der Pfalzkirche

Die ehemalige Pfalzkirche wurde 927 erstmals urkundlich erwähnt, ist die älteste Kirche Kärntens und eine der ältesten Kirchen Österreichs. Sie ist fast gänzlich in der ursprünglichen Gestalt erhalten. An einen rechteckigen Saalraum schließt ein nahezu quadratischer, aber stark verzogener und nicht in der Hauptachse liegender Chorraum an. Der Triumphbogen zum Schiff öffnete sich ursprünglich im Überhalbkreis. Der Bau entstand wohl um 888. Für ihren Bau wurden zahlreiche römische Relief- und Inschriftensteine verwendet; Reste romanischer Wandmalerei (13. Jahrhundert) sind erhalten. Neben der Kirche umfasst die Anlage noch die Annenkapelle, einen kleinen gotischen Bau, und den Verbindungsgang zwischen den beiden Gotteshäusern.

## Kreuzweg
Von der Ortschaft hinauf zur Pfalzkirche führt ein Fußweg, gesäumt von den vierzehn Haltepunkten eines Kreuzweges mit Bildnischenstöcken des Leidensweges Jesu Christi.

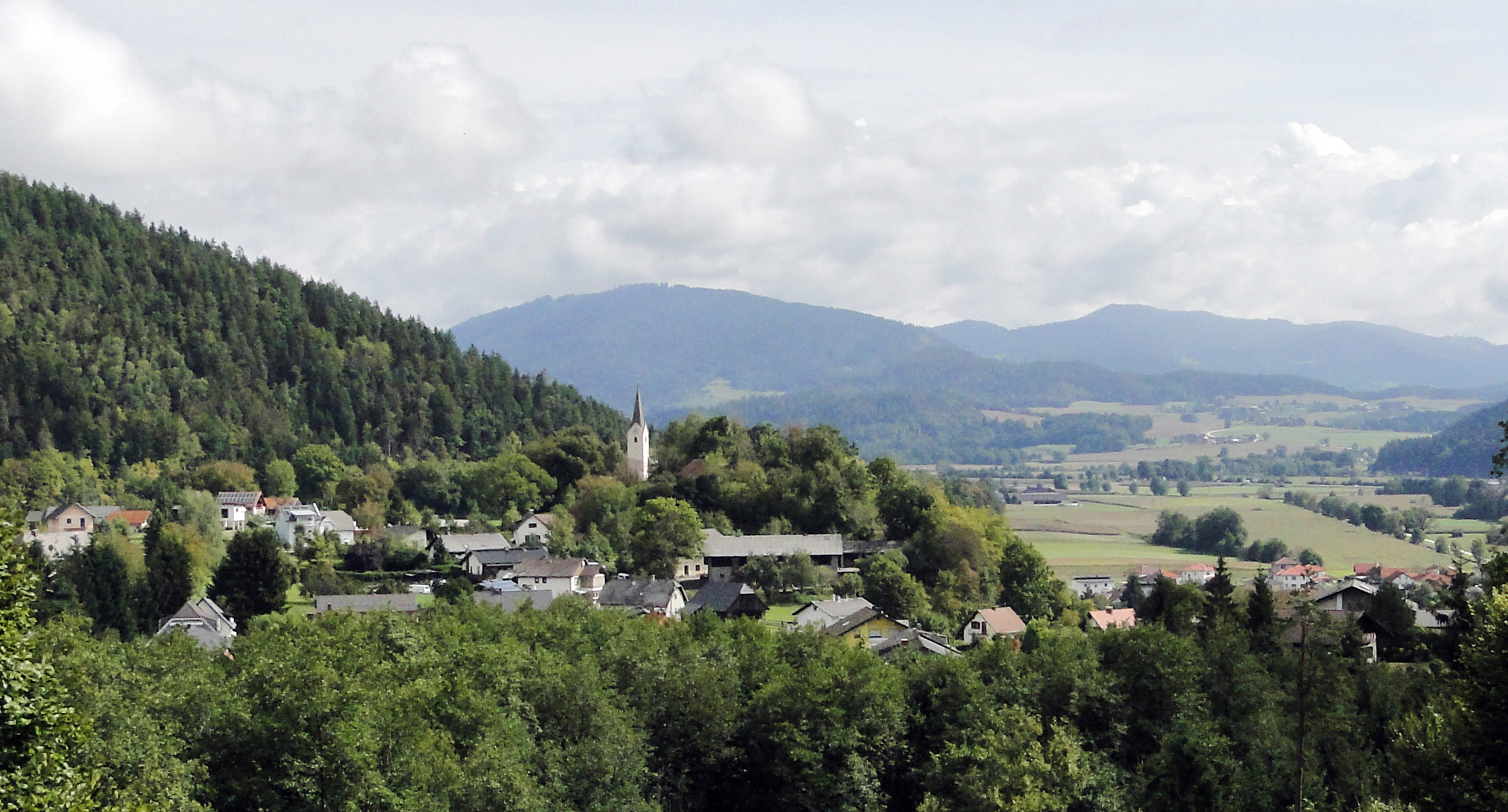
Ansicht nach Osten

Eine Kreuzigungsgruppe unweit der Kirche ist fünfzehnte Station und Endpunkt des Passionsweges.

## Wanderweg
Ein beliebter Fußweg führt von hier aus auf den Ulrichsberg. Nach einem zirka eine Stunde dauernden Anstieg wird der Gipfel des 1.022 Meter hohen Berges, der inmitten des Klagenfurter Beckens liegt, erreicht.